# Bronzolo (stacja kolejowa)
Bronzolo (wł. Stazione di Bronzolo, niem. Bahnhof Branzoll) – stacja kolejowa w Bronzolo, w prowincji Bolzano, w regionie Trydent-Górna Adyga, we Włoszech. Znajduje się na linii Verona – Innsbruck.
Według klasyfikacji RFI ma kategorię srebrną.

## Opis
W budynku dworca znajdują się automaty biletowe i poczekalnia. Na stacji znajdują się cztery tory służące do obsługi pasażerów oraz inne do obsługi ruchu towarowego. Perony połączone są ze sobą przejściem podziemnym.
Na przystanku zatrzymują się tylko pociągi regionalne (dwa na godzinę w dni powszednie w ciągu dnia). Główne kierunki to Bolzano, Trydent, Werona i Ala.